# Stamnodes eurypepla
Stamnodes eurypepla är en fjärilsart som beskrevs av Louis Beethoven Prout 1934. Stamnodes eurypepla ingår i släktet Stamnodes och familjen mätare. Inga underarter finns listade i Catalogue of Life.